# 사곡층
사곡층(舍谷層, Sagok Formation)은 대한민국 경상 분지 의성소분지에 분포하는 백악기 경상 누층군 하양층군의 퇴적암 지층이다. 사곡층은 점곡층 상부의 지층으로, 청송군 현동면에서 의성군 사곡면에 이르기까지 분포하며 장기홍(1975)에 의해 명명되었다. 하부는 점곡층의 응회암이 끝나고 붉은색의 세립질 퇴적암이 나타나기 시작하는 부분이며 상한(上限)은 구산동 응회암의 직하부로서, 사곡층의 두께는 군위군 지역에서 2,000 m에 달하고 남쪽으로 가면서 점차 감소하여 의성 탑리 지역에서는 250 m이다. 사곡층의 주 구성 암석은 붉은색의 이암, 실트스톤 및 녹회색 사암이며, 중부에서는 응회질사암이 협재된다. 사곡층의 하부는 붉은색의 사암과 셰일층으로 구성되고 붉은색층을 포함하며, 중부 역시 셰일과 사암이 주를 이루나 (암)회색층이 많이 협재하고 식물화석이 산출된다. 상부의 대부분은 붉은색의 셰일과 사암으로 구성되며, 석회질 단괴의 발달이 거의 없는 붉은색의 이암이 우세하게 발달한다. 사곡층 상에는 의성 제오리 공룡발자국화석 산지 그리고 청송 신성리 공룡발자국 화석산지가 있다.

## 사곡층의 지질시대
U-Pb 저어콘 연대측정 결과와 약 9700만 년 전에 분출된 구산동 응회암과의 관계를 이용하여 사곡층의 퇴적 시기는 약 1억~9700만 년 전으로 추정할 수 있다. 청송군 안덕면 신성리의 신성리 공룡발자국 화석산지 남서쪽 3.4 km 떨어진 지방도 제908호선 도로변에서 채취한 사곡층의 실트스톤에서 분리한 쇄설성 저어콘을 상대로 U-Pb 연령을 측정한 결과 206Pb/238U 104.2±0.5 Ma의 가중평균연령이 구해져 사곡층의 퇴적 시기는 백악기 알비절(Albian)에 해당하는 것으로 보인다. 이는 만안자암 단애의 점곡층 사암에서 구해진 가중평균연령 103.2±0.3 Ma과 별 차이 없으며 두 장소가 지리적으로 가까운(5.6 km) 것을 고려하면 사곡층과 점곡층의 퇴적 시기는 큰 차이가 없었던 것으로 보인다.

## 지역별 지질

### 군위군
군위 지질도폭(1981)에 의하면 주로 자색(赭色) 셰일과 사암으로 구성되며 하부에는 약간의 (암)회색 셰일이 협재된다. 상부는 자색(赭色) 미사(微砂)질 셰일이 대부분이다. 사곡층 최상부에는 연흔, 사층리, 건열 등의 퇴적구조가 많이 산출된다. 군위도폭 북동부 지역인 사곡층은 두께가 2,000 m에 달하나 남쪽으로 갈수록 점차 줄어들어 금성산 바로 서쪽의 금성면 탑리리 부근에서 약 250 m가 된다. 그 이남에서는 다시 두께가 회복되어 적어도 550 m 이상의 두께를 가진다.

### 의성군과청송군
천지 지질도폭(1978)에 의하면 사곡층은 주로 사암과 니질암이 7:3 비율로 구성되며 색깔은 자색(赭色)이 우세하고 (녹)회색암이 교호한다. 의성군 옥산면 실업리의 신당골~대골마을 사이에서는 연한 초콜릿색을 띠는 1~2 m 두께의 조립질사암과 10~40 cm 두께의 셰일이 호층을 이루고 있다.
구산동 지질도폭(1976)에 의하면 미사(微砂)질 셰일과 사암으로 구성되며 의성군 옥산면 실업리에서 사곡면 매곡리에 이르는 사곡층의 두께는 약 2,000 m이다. 지층명은 사곡면에서 유래한다. 점곡층 위에 놓이며 춘산층 아래에 놓인다. 이 지역에서 암질에 따라 상·중·하부로 세분된다. 두께 700 m인 하부는 사암과 셰일로 구성되며 자색(赭色)층을 함유한다. 두께 700 m인 중부는 셰일과 사암으로 구성되며 (암)회색층이 많이 협재된다. 두께 600 m인 상부는 셰일과 사암으로 구성되나 대부분이 자색(赭色)층이다. 
사곡층은 대체로 경상 분지 밀양소분지의 함안층과 경상 분지 영양소분지의 도계동층의 중·하부에 대비된다. 하부는 사암과 셰일로 구성되며 자색층을 함유한다. 중부는 셰일과 사암으로 구성되며 (암)회색층이 많이 협재되며 식물 줄기와 잎 화석이 발견된다. 사곡 남방 1 km 지역에서는 대구층에서 보고된 바 있는 화석 Frenelopsis cf. Parceramosa Fontaine가 들어있다. 상부는 셰일과 사암으로 구성되나 대부분이 자색층이며 회색층은 극히 드물게 협재된다. 빗자국[雨痕], 건열, 사층리 등이 관찰된다.
의성군과 청송군의 사곡층
- 청송군 방호정에 드러난 사곡층의 모습이다. 남동쪽으로 기울어 있다.
북위 36° 19′ 43.3″ 동경 128° 59′ 13.2″ / 북위 36.328694°  동경 128.987000°
- 청송군 부남면 대전리 지방도 제930호선 백석탄로 도로변에 드러난 사곡층/대구층
북위 36° 20′ 19.8″ 동경 129° 02′ 53.4″ / 북위 36.338833°  동경 129.048167°
- 의성군 사곡면 신감리와 옥산면 감계리의 경계에 위치한 고개 정상부 지방도 제912호선 도로변에 드러난 사곡층의 노두
북위 36° 20′ 16.0″ 동경 128° 46′ 52.4″ / 북위 36.337778°  동경 128.781222°
- 의성군 의성읍 오로리 국도 제28호선 도로변의 사곡층으로 남남동쪽으로 경사한다.
북위 36° 18′ 46.1″ 동경 128° 42′ 04.4″ / 북위 36.312806°  동경 128.701222°

의성군 사곡면 양지리의 구눌저수지 동측 도로의 사곡층 노두
- 북위 36° 18′ 40.3″ 동경 128° 46′ 45.6″ / 북위 36.311194°  동경 128.779333°
- 북위 36° 18′ 39.2″ 동경 128° 46′ 44.6″ / 북위 36.310889°  동경 128.779056°
- 북위 36° 18′ 38.1″ 동경 128° 46′ 44.3″ / 북위 36.310583°  동경 128.778972°

## 지질 유산

### 의성 제오리 공룡발자국화석 산지
의성군 금성면 제오리에서 1989년 의성 제오리 공룡발자국화석 산지가 발견되어 천연기념물 제373호로 지정되었다. 이 화석 산지는 1600m2의 좁은 범위에 용각류, 조각류, 수각류의 발자국 화석 300여개가 집중적으로 발달하고 있는, 국내에서 매우 드문 고밀도의 화석 산지인 것이 확인되었다. 화석이 나타나는 사곡층은 금성산을 향해 42°기울어 있는데 이는 금성산 칼데라의 함몰에 의한 것이다.

### 만천리 아기공룡발자국 화석산지

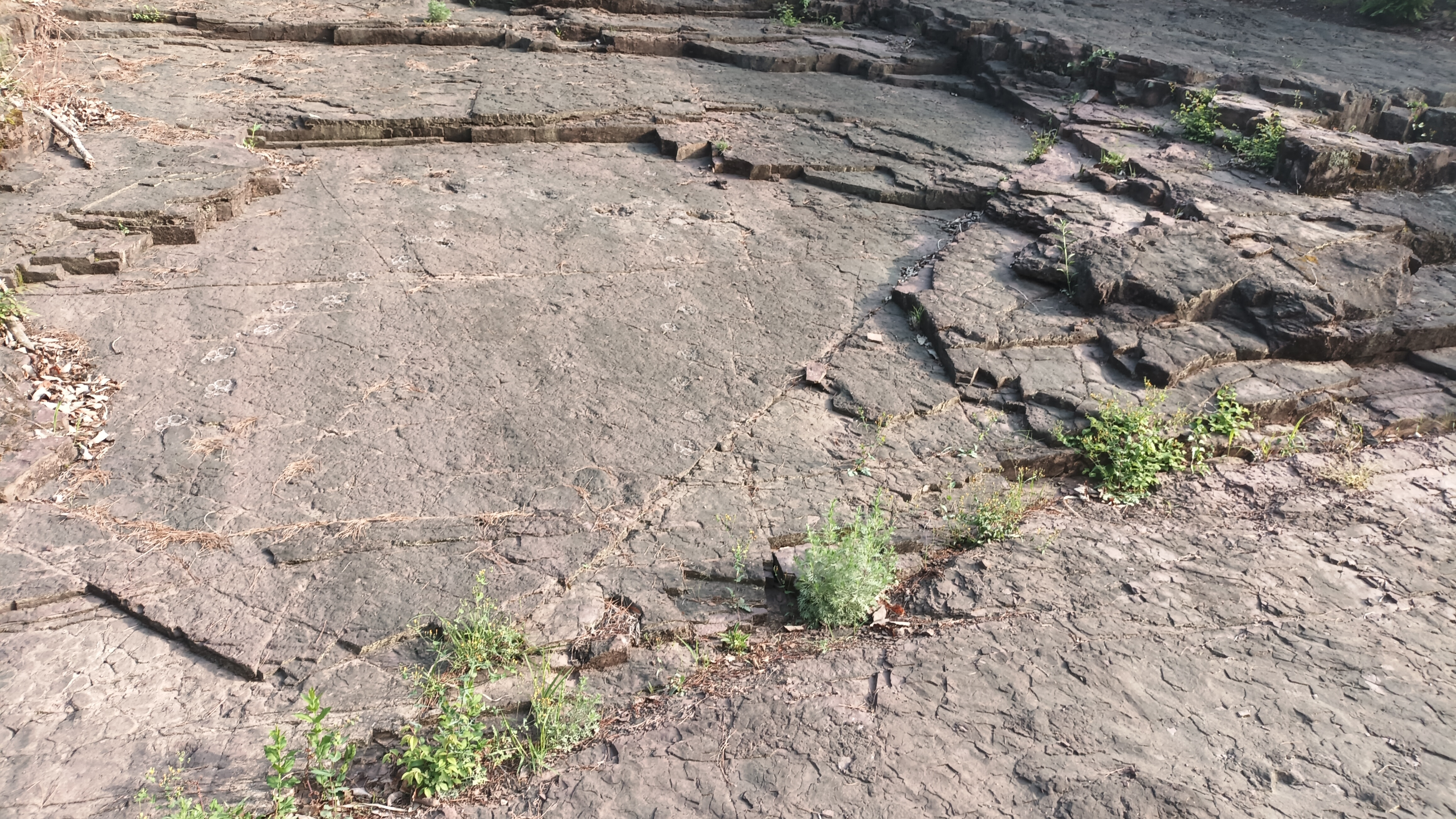
만천리 아기공룡발자국 화석산지의 사곡층

의성군 금성면 만천리에서 아기공룡 발자국의 화석이 발견되었다. 이곳은 2008년 제오리 공룡발자국 화석산지 인근의 다른 공룡발자국을 조사하던 중 발견되었으며, 이곳의 공룡발자국 화석은 가로 5m, 세로 7.5m 크기의 노두에 걸쳐 관찰된다. 이 보행열은 현재 세계에서 가장 긴 새끼 용각류 보행열로 알려져 있으며, 보행열의 길이는 최장 4.35 m에 달한다.

### 청송 방호정
방호정은 사곡층 절벽 위에 세워진 정자로 방호정 밑의 사곡층은 사암과 이암으로 구성된다. 주변에서는 감입 곡류 하천의 침식 작용으로 형성된 하식 절벽 등의 지형을 관찰할 수 있다. 구산동도폭 지역인 의성군 사곡면 양지리의 구눌저수지 동측 도로에는 아래 사진과 같이 사곡층의 노두가 수십 m에 걸쳐 드러나 있다. 

### 청송지질공원청송 신성리 공룡발자국 화석산지
청송 신성리 공룡발자국 화석산지(청송군 안덕면 신성리, 북위 36° 19′ 48″ 동경 129° 59′ 03″ / 북위 36.33000°  동경 129.98417° )는 청송군 방호정 부근에 위치한 공룡 발자국 화석 산지이며 청송 유네스코 세계지질공원의 지질명소이다. 사곡층 상에 발달한 이 화석 산지는 2003년 태풍 매미로 인해 산사태가 발생한 자리에서 발견되었다. 이 지역의 사곡층은 전반적으로 북동 60°의 주향과 남동 33°의 경사를 보이고 사암과 이암, 셰일 등으로 구성되며 공룡 발자국 화석층은 세립사암 내지 실트스톤과 이암이 반복된 퇴적암 지층이다. 지층에는 잔물결에 의해 생성된 연흔 구조와 건조 기후를 지시하는 건열 구조가 부분적으로 관찰된다. 지층에서 확인된 보행렬은 수각류 11개, 용각류 3개, 조각류 5개이다.
청송 유네스코 세계지질공원, 신성리 공룡발자국 화석산지
- 방호정로 도로변에 위치한 화석산지 안내판
- 위에서 바라본 모습
북위 36° 19′ 49.9″ 동경 128° 59′ 03.6″ / 북위 36.330528°  동경 128.984333°
- 가운데서 바라본 모습
- 아래서 바라본 모습

### 청송지질공원신성계곡 한반도 지형
신성리 화석산지와 방호정 북쪽에는 신성계곡 한반도 지형이 있으며 방호정로 도로변에서 산 중턱으로 올라가는 탐방로를 따라 160m 올라가면 이 지형을 조망할 수 있는 전망대와 안내판이 있다. 이 전망대에서는 아래 사진과 같이 감입 곡류하는 길안천과 한반도지형 그리고 남동쪽으로 경사진 점곡층과 사곡층 절벽을 관찰할 수 있다.
청송 유네스코 세계지질공원, 신성계곡 한반도 지형
- 신성계곡 한반도 지형 안내판
- 신성계곡 한반도 지형 전경. 멀리 보이는 절벽은 사곡층에 해당한다.
북위 36° 20′ 10.4″ 동경 128° 59′ 05.1″ / 북위 36.336222°  동경 128.984750°

## 지하자원과 광화대

### 오토-칠현광상
오토(五土)광산은 의성군 의성읍 오로리에 위치하며 경상 누층군 사곡층의 사암과 셰일을 모암으로 하는 맥상형 동-연-아연광상이다. 주 광맥은 남-북~북동 20°방향의 열극을 충진하여 발달하나 동-서 방향의 단층에 의해 심하게 교란되어 있다. 주 구성 광물로는 자비철석, 황철석, 황동석, 방연석, 섬아연석, 자류철석이고 부수적으로 백철석, 자철석, 적철석, 공작석 등이 산출된다. 견운모에 대한 K-Ar 연대는 70.5 Ma로 백악기 말의 광화작용을 지시한다. 칠현(七峴) 광상은 사곡면 칠현리에 위치하며 경상 누층군 사곡층의 사암과 셰일을 모암으로 하는 석영맥상의 동-연-아연 광산이다. 산출 광물은 유비철석, 황철석, 황동석, 방연석, 섬아연석, 자류철석, 황석석(黃錫石), 차골석(車骨石), 휘안석, 자연 비스무트, 공작석 등이다. 광석의 품위는 구리 1.46~5.88 wt.%, 납 2.48~16.0 wt.%, 아연 0.28~11.48 wt.%, 은 305 ppm, 금, 0.1~16.4 ppm이다. 광맥에서 채취한 견운모의 K-Ar 연대는 백악기 후기 마스트리흐트절인 66 Ma으로 금성산 칼데라의 분출시기와 연관된다.

### 동일-동척옥산광상
동일광산 및 동척옥산광산은 의성군 옥산면에 위치하며 금성산 칼데라의 북동쪽에 해당한다. 두 광산은 모암, 광화작용, 광석 및 수반 광물이 매우 유사하며 광산 주변의 지질은 경상 누층군 점곡층, 사곡층, 춘산층, 신양동층, 금성산 유천층군 화산암복합체 및 이들을 관입한 산성 맥암류로 구성된다. 이 광상에는 사곡층에 발달한 구리-납-아연-은을 함유한 열수성 석영맥이 발달한다. 동척옥산광산에는 옥계동맥, 죽북동맥, 죽동남백, 실업동맥이라 이름 붙은 4개의 석영맥이 발달한다. 옥계동맥은 주향 북서 25°, 경사 북동 80~85°에 방연석, 섬아연석, 황동석이 수반되고 품위는 구리 0.27~0.45 wt.%, 납 17.85~27.9 wt.%, 은 175~815 ppm, 금 5.1 ppm (톤당 5.1 g) 미만이다. 죽북동맥은 옥계동맥과 주향, 경사가 비슷하고 구리 함량이 5.9~9.5 wt.%로 다른 석영맥보다 상당히 높다. 실업동맥은 주향 북서 35~40°, 경사 북동 75°으로 품위는 구리 2.8~3.8 wt.%, 은 58~102 ppm이다. 동일광산은 단층파쇄대를 채운 1개의 석영맥으로 구성되며 품위는 구리 1.46~5.88 wt.%, 납 2.5~16.0 wt.%, 은 120~305 ppm, 금 0.1~16.4 ppm이다.

## 같이 보기
- 한국의 지질
- 경상 누층군
- 의성군의 지질
- 의성 제오리 공룡발자국화석 산지
- 청송군의 지질
- 일직층
- 후평동층
- 점곡층
- 구산동 응회암
- 춘산층